# Ентоні Ендрюс
Ентоні Колін Джеральд Ендрюс (англ. Anthony Colin Gerald Andrews; нар. 12 січня 1948, Лондон) — британський актор театру, кіно та телебачення.

## Життєпис
Народився 12 січня 1948 року у Лондоні в родині музиканта Стенлі Томаса Ендрюса та танцівниці Джеральдін Агнес Купер. Зростав у лондонському районі Північний Фінчлі. Його сценічний дебют відбувся у 8-річному віці — він грав Білого Кролика в інсценіровці «Аліса у Дивокраї» Льюїса Керрола.
1982 року зіграв роль лорда Себастьяна Флайта в телесеріалі «Повернення у Брайдсгед» за однойменним романом Івліна Во, за яку був нагороджений як найкращий актор преміями Золотий глобус та BAFTA. Також ця роль принесла йому номінацію на премію Еммі.
1991 року зіграв головну роль у радянсько-британській драмі «Загублений в Сибіру» режисера Олександра Мітти. Його портнеркою по знімальному майданчику стала Єлена Майорова, а також інші відомі російські актори.
Із 1971 року одружений з Джорджією Сімпсон, в подружжя троє дітей: син Джошуа — театральний продюсер, дочка Джессіка — кінопродюсер і художниця, та наймолодша дочка Емі-Саманта — організатор весілль, її хрещена мати — принцеса Анна.

## Вибрана фільмографія
| Рік  |    | Українська назва                                  | Оригінальна назва                                     | Роль                                 |
| ---- | -- | ------------------------------------------------- | ----------------------------------------------------- | ------------------------------------ |
| 1975 | ф  | Операція «Світанок»                               | Operation Daybreak                                    | сержант Джозеф Габчик                |
| 1978 | тф | Ромео і Джульєтта                                 | Romeo and Juliet                                      | Меркуціо                             |
| 1982 | с  | Повернення у Брайдсгед                            | Brideshead Revisited                                  | лорд Себастьян Флайт                 |
| 1982 | ф  | Червоний первоцвіт                                | The Scarlet Pimpernel                                 | сер Персі Блекні                     |
| 1982 | тф | Айвенго                                           | Ivanhoe                                               | Вілфред Айвенго                      |
| 1984 | ф  | Біля підніжжя вулкану                             | Under the Volcano                                     | Г'ю Фірмін                           |
| 1985 | ф  | Договір Голкрофта                                 | The Holcroft Covenant                                 | Йоганн фон Тібольд/Джонатан Теннісон |
| 1985 | с  | Наша ера                                          | A.D.                                                  | Нерон                                |
| 1987 | ф  | Легка кавалерія                                   | The Lighthorsemen                                     | майор Річард Майнертзаген            |
| 1988 | тф | Жінка, яку він кохав                              | The Women He Loved                                    | Едуард VIII                          |
| 1988 | ф  | Війна Ганни                                       | Hanna's War                                           | Маккормак                            |
| 1989 | с  | Коломбо: Коломбо йде на гільйотину                | Columbo: Columbo Goes to the Guillotine               | Елліот Блейк                         |
| 1990 | ф  | Руки вбивці                                       | Hands of Murderer                                     | професор Моріарті                    |
| 1991 | ф  | Загублений в Сибіру                               | Lost in Siberia                                       | Ендрю Міллер                         |
| 1992 | тф | Коштовності                                       | Jewels                                                | Вільям Вітфілд                       |
| 1995 | ф  | Будинок привидів                                  | Haunted                                               | Роберт Мерілл                        |
| 2000 | тф | Девід Коперфілд                                   | David Copperfield                                     | Едвард Мардстоун                     |
| 2004 | с  | Міс Марпл Агати Крісті: Клацни пальцем тільки раз | Agatha Christie's Marple: By the Pricking of My Tumbs | Томмі Бересфорд                      |
| 2010 | ф  | Король говорить!                                  | The King's Speech!                                    | Стенлі Болдвін                       |
| 2019 | ф  | Геній і безумець                                  | The Professor and the Madman                          | Бенджамін Джовітт                    |